# 1742 Schaifers
1742 Schaifers este un asteroid din centura principală, descoperit pe 7 septembrie 1934, de Karl Reinmuth.